# Atletismo nos Jogos Pan-Americanos de 1995 - 5000 m masculino
A prova dos 5000 m masculino nos Jogos Pan-Americanos de 1995 foi realizada em 25 de março, no Estádio Atlético "Justo Roman".

## Medalhistas
| Ouro                           | Prata                   | Bronze                    |
| Armando Quintanilla MEX México | Wander Moura BRA Brasil | Silvio Guerra ECU Equador |

### Final
| Posição           | Nome                | Nacionalidade      | Tempo    | Notas |
| ----------------- | ------------------- | ------------------ | -------- | ----- |
| Medalha de ouro   | Armando Quintanilla | MEX México         | 13:30.35 |       |
| Medalha de prata  | Wander Moura        | BRA Brasil         | 13:45.53 |       |
| Medalha de bronze | Silvio Guerra       | ECU Equador        | 13:52.29 |       |
| 4                 | Tim Hacker          | USA Estados Unidos | 13:52.52 |       |
| 5                 | Iván Gómez          | GUA Guatemala      | 13:58.73 |       |
| 6                 | Ronnie Harris       | USA Estados Unidos | 14:00.39 |       |
| 7                 | Ronaldo da Costa    | BRA Brasil         | 14:01.47 |       |
| 8                 | Daniel Castro       | ARG Argentina      | 14:02.47 |       |